# Épône
Épône [epon] ist eine französische Gemeinde mit 6778 Einwohnern (Stand 1. Januar 2022) im Département Yvelines in der Region Île-de-France. Sie gehört zum Arrondissement Mantes-la-Jolie und zum Kanton Limay. Die Einwohner werden Épônois genannt.

## Geographie
Épône liegt am Zusammenfluss von Mauldre und Seine, etwa 45 Kilometer westlich von Paris. Umgeben wird Épône von den Nachbargemeinden Gargenville mit der Île de Rangiport im Norden, Aubergenville, Nézel und La Falaise im Osten, Maule im Süden, Jumeauville und Goussonville im Südwesten sowie Mézières-sur-Seine im Westen und Nordwesten.

## Geschichte
Die hügellose bzw. nicht eingetiefte Allée couverte de la Justice ist ein neolithisches Galeriegrab bei Épône-Élisabethville. In der Nähe liegen weitere Anlagen. In der keltischen Zeit war dies ein Siedlungsplatz der Kelten. Für die Merowingerzeit zwischen dem vierten und siebten Jahrhundert sind Grabanlagen nachgewiesen. Im Jahr 845 zerstörten die Wikinger die Gegend.
Im Zweiten Weltkrieg wurden die Brücken über den Mauldre und über die Seine genauso wie der Bahnhof und das alte Château zerstört.

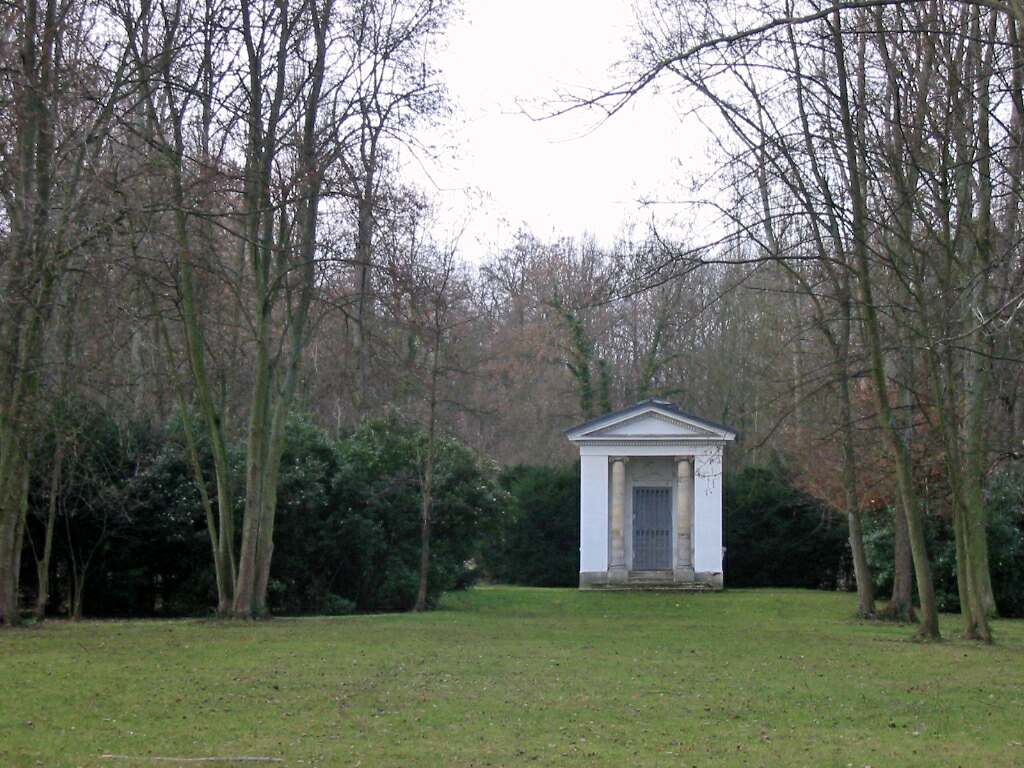
Pavillon (Davidstempel)

## Bevölkerungsentwicklung
| Jahr      | 1962 | 1968 | 1975 | 1982 | 1990 | 1999 | 2006 | 2011 | 2018 | 2022 |
| Einwohner | 3239 | 3865 | 5008 | 5233 | 6706 | 6418 | 6357 | 6473 | 6500 | 6778 |

## Sehenswürdigkeiten
Siehe auch: Liste der Monuments historiques in Épône
- Aus dem Neolithikum sind mehrere Megalithanlagen erhalten (Allée couverte de la Justice) erhalten.
- Die alte Kirche Saint-Béat aus dem 12. Jahrhundert ist seit 1909 Monument historique.
- In den Grünanlagen findet sich ein neoklassizistischer Pavillon, der Tempel der Freundschaft, auch Davidstempel genannt, der seit 1947 als Monument historique eingetragen ist. Er ist Ende des 18. Jahrhunderts errichtet worden.

## Verkehr und Infrastruktur

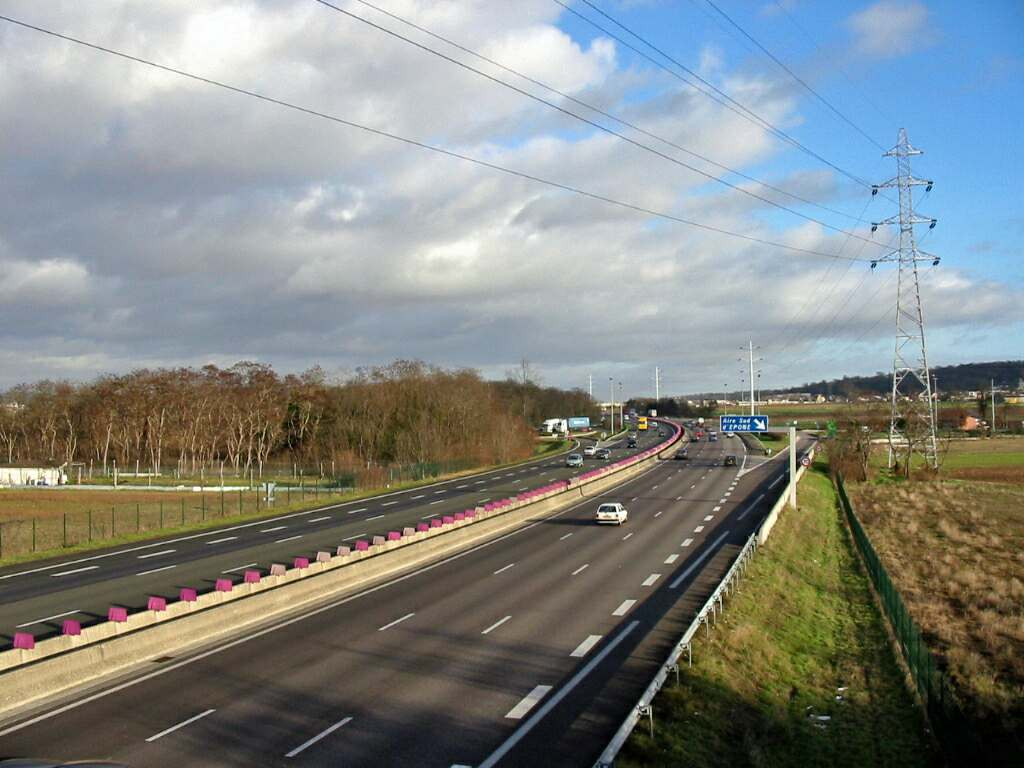
Anschlussstelle 10 Épône der A 13

Épône liegt an der ehemaligen Nationalstraße N 13, die zur Departementsstraße D 113 abgestuft wurde. Auf dem Gebiet der Gemeinde befindet sich an der Autobahn A 13 von Paris über Rouen nach Caen die Anschlussstelle 10 Épône.
Der Bahnhof Épône-Mézières erstreckt sich auch auf das Gebiet der westlichen Nachbargemeinde Mézières-sur-Seine. Er liegt an der Bahnstrecke Paris–Le Havre, die in diesem Abschnitt am 9. Mai 1843 eröffnet wurde. Am 30. August 1900 ging die nach Süden abzweigende Strecke zum Bahnhof Plaisir-Grignon in Betrieb. Aktuell wird der Bahnhof Épône-Mézières im Regionalverkehr von den Transilien-Linien J (ab Paris-Saint-Lazare) und N (ab Paris-Montparnasse) bedient.

## Gemeindepartnerschaften
Eine lockere Verbindung wird zur rumänischen Gemeinden Girov in der rumänischen Moldau gehalten. Mit der serbischen Gemeinde Prokuplje wird seit 2014 langfristig eine Partnerschaft angestrebt.

## Persönlichkeit
- Madeleine Vernet (1878–1949), Feministin, Pazifistin und Erzieherin, wirkte lange Jahre in Épône.